# Jawa Robby 50
Jawa Robby 50 (typ 588-0) – motorower produkcji czeskiej, następca Jawy 50.

## Historia modelu
Produkcję rozpoczęto w latach 90. i trwa ona do dziś. W czasie produkcji model nie zmieniał się istotnie. Starsze egzemplarze posiadały inny gaźnik i króciec dolotowy niż nowsze. Dostępne były również wyłącznie z plastikowym, chropowatym bakiem. Nowsze dostępne są z lakierowanymi bakami. Poszczególne egzemplarze mogą się różnić fabrycznym ogumieniem i przełożeniami.

## Silnik
Jawa została wyposażona w czterosuwowy silnik 139FMB o pojemności 49,5 cm³, mocy 2,9 KM przy 8500 obr./min oraz momencie obrotowym wynoszącym 3,2 Nm przy 5500 obr./min. Silnik jest wierną kopią silników stosowanych niegdyś w Hondach Cub. Odznacza się niskim spalaniem na poziomie 2 l/100 km, choć według instrukcji spalanie wynosi 1,4 l/100 km, co można uzyskać, ale przy bardzo spokojnej jeździe.

## Nadwozie
Jawa Robby jest motorowerem typu enduro o lekkiej konstrukcji. Rama nośna wykonana została z ocynkowanych, stalowych rur.

## Dane techniczne
- Wymiary: 1820 mm × 770 mm × 1030 mm,
- Rozstaw osi: 1200 mm,
- Silnik: czterosuwowy, jednocylindrowy, chłodzony powietrzem,
- Pojemność: 49,5 cm³,
- Moc maksymalna: 2,2 kW (3 KM) przy 8500 obr./min,
- Rozruch: elektryczny, nożny,
- Zapłon: elektroniczny CDI
- Sprzęgło: mokre, wielotarczowe,
- Skrzynia biegów: 4 biegi,
- Przeniesienie napędu: łańcuch,
- Prędkość maksymalna: 45(75) km/h,
- Pojemność zbiornika paliwa: 6,5 l (rezerwa 1,2 l),
- Hamulec przód/tył: tarczowy hydrauliczny/bębnowy,
- Opony przód/tył: 2,5-16 / 2,75-16,
- Amortyzator przód/tył: podwójny, regulowany,
- Masa pojazdu gotowego do jazdy: ok. 85 kg,